# Ann Buchanan
Ann Buchanan (geboren in den 1940er Jahren) ist eine Oscar-nominierte britische Maskenbildnerin und Friseurin.
Sie wuchs in Glasgow auf, wo ihr Vater, John Buchanan, als Arzt arbeitete.
Sie hat einen Master-Abschluss der Glasgow University in den Fächern Englisch und Theaterwissenschaften. Nach dem Abschluss unterrichtete sie, ehe sie Ende der 1980er Jahre als Maskenbildnerin und Friseurin für Fernsehen und Film zu arbeiten begann. Sie arbeitete mit verschiedenen Schauspielern wie Al Pacino, Hugh Grant und Ali G und 1998 wurde sie für einen British Academy Television Award für ihre Arbeit an The Mill on the Floss nominiert. Drei Jahre später, 2001, wurde sie gemeinsam mit Amber Sibley für einen Oscar in der Kategorie Bestes Make-up und beste Frisuren für ihre Arbeit an Shadow of the Vampire nominiert. Buchanan hat auch Margaret Thatcher das Make-up gelegt.

## Filmographie (Auswahl)
- 1987: Aria
- 1994: Vier Hochzeiten und ein Todesfall (Four Weddings and a Funeral)
- 1995: Eine sachliche Romanze (An Awfully Big Adventure)
- 2000: Shadow of the Vampire
- 2002: Killing Me Softly
- 2002: Ali G in da House (Ali G Indahouse)
- 2003: Ein gefährlicher Kuss (Dot the I)
- 2007: Hostel 2 (Hostel: Part II)
- 2007: Die Liebe in den Zeiten der Cholera (Love in the Time of Cholera)
- 2007: Das Vermächtnis des geheimen Buches (National Treasure: Book of Secrets)
- 2010: Prince of Persia: Der Sand der Zeit (Prince of Persia: The Sands of Time)
- 2010: Die Tudors (The Tudors): 10 Episoden
- 2011: Hugo Cabret (Hugo)